# Antoniu și Cleopatra (film din 1972)
Antoniu și Cleopatra (în engleză Antony and Cleopatra) este o adaptare cinematografică din 1972 a piesei omonime a lui William Shakespeare, regizată de Charlton Heston și produsă de Rank Organization. Charlton Heston și Hildegarde Neil⁠(d) interpretează rolurile titulare ale lui Marc Antoniu și Cleopatrei, iar în rolurile secundare au fost distribuiți Eric Porter, John Castle⁠(d), Fernando Rey, Carmen Sevilla, Freddie Jones⁠(d), Peter Arne⁠(d), Douglas Wilmer, Julian Glover⁠(d) și Roger Delgado⁠(d). Filmul a fost produs de Peter Snell după un scenariu scris de Federico De Urrutia și de Heston.

## Distribuție
- Charlton Heston — Marc Antoniu
- Hildegarde Neil⁠(d) — Cleopatra
- Eric Porter — Enobarbus
- John Castle⁠(d) — Octavius Caesar
- Fernando Rey — Lepidus
- Carmen Sevilla — Octavia
- Freddie Jones⁠(d) — Pompei
- Peter Arne⁠(d) — Menas
- Douglas Wilmer — Agrippa
- Roger Delgado⁠(d) — ghicitorul
- Julian Glover⁠(d) — Proculeius

## Producție
Distribuitorii din 21 de țări au contribuit cu 65% din bugetul de 1,8 milioane de dolari (care a fost, de fapt, de 2,7 milioane de dolari, dar Heston și Snell au amânat plata taxelor) al filmului. Diferența de 35% a fost investită de o bancă. Heston i-a cerut lui Orson Welles să regizeze filmul, dar Welles a refuzat, așa că a decis să o facă singur.
Antoniu și Cleopatra a fost filmat în Spania. Heston a refolosit imaginile rămase ale bătăliei pe mare din filmul Ben-Hur (1959).
Charlton Heston jucase rolul Marc Antoniu în două filme anterioare, ambele adaptări ale piesei shakespeariene Iulius Caesar, primul în 1950 și al doilea în 1970 (produs tot de Peter Snell).

## Recepție
Filmul a avut recenzii slabe și, în consecință, o distribuție foarte redusă în Statele Unite ale Americii. A fost lansat pe DVD în martie 2011.